# 康斯坦丁·沙里恩洛夫
康斯坦丁·格奥尔基耶维奇·沙里恩洛夫（Константин Георгиевич Зырянов，1977年10月5日—），俄羅斯足球運動員。沙里恩洛夫可擔任防守型中場、中场左路及中場中路等位置。
2008年，沙里恩洛夫協助球會辛尼特在歐洲足協盃中擊敗了德国的名称勁旅拜仁慕尼黑，進入決賽。在決賽中助球隊以2-0擊敗蘇格蘭球會格拉斯哥流浪奪冠。
沙里恩洛夫入選了2008年歐洲國家盃的俄羅斯陣容，在小組賽對希臘進了一球。